# Rad-Weltcup 1991
Der Rad-Weltcup 1991 bestand aus zwölf Eintagesrennen. Der Italiener Maurizio Fondriest gewann erstmals den Weltcup. In der Mannschaftswertung siegte das Team Panasonic.

## Rennen
| Datum       | Radrennen                | Sieger              |
| ----------- | ------------------------ | ------------------- |
| 23. März    | Mailand-San Remo         | Claudio Chiappucci  |
| 7. April    | Flandern-Rundfahrt       | Edwig van Hooydonck |
| 14. April   | Paris–Roubaix            | Marc Madiot         |
| 21. April   | Lüttich–Bastogne–Lüttich | Moreno Argentin     |
| 27. April   | Amstel Gold Race         | Frans Maassen       |
| 4. August   | Wincanton Classic        | Eric Van Lancker    |
| 10. August  | Clásica San Sebastián    | Gianni Bugno        |
| 18. August  | Meisterschaft von Zürich | Johan Museeuw       |
| 6. Oktober  | Grand Prix des Amériques | Eric Van Lancker    |
| 13. Oktober | Paris–Tours              | Johan Capiot        |
| 19. Oktober | Lombardei-Rundfahrt      | Sean Kelly          |
| 26. Oktober | Weltcupfinale in Bergamo | Tony Rominger       |

## Endstand
| Platz | Fahrer              | Punkte |
| ----- | ------------------- | ------ |
| 1.    | Maurizio Fondriest  | 132    |
| 2.    | Laurent Jalabert    | 121    |
| 3.    | Rolf Sørensen       | 114    |
| 4.    | Edwig van Hooydonck | 94     |
| 5.    | Marc Madiot         | 71     |